# Dentalium collinsae
Dentalium collinsae är en blötdjursart som beskrevs av Lamprell och Healy 1998. Dentalium collinsae ingår i släktet Dentalium och familjen Dentaliidae. Inga underarter finns listade i Catalogue of Life.